# JGC Corporation

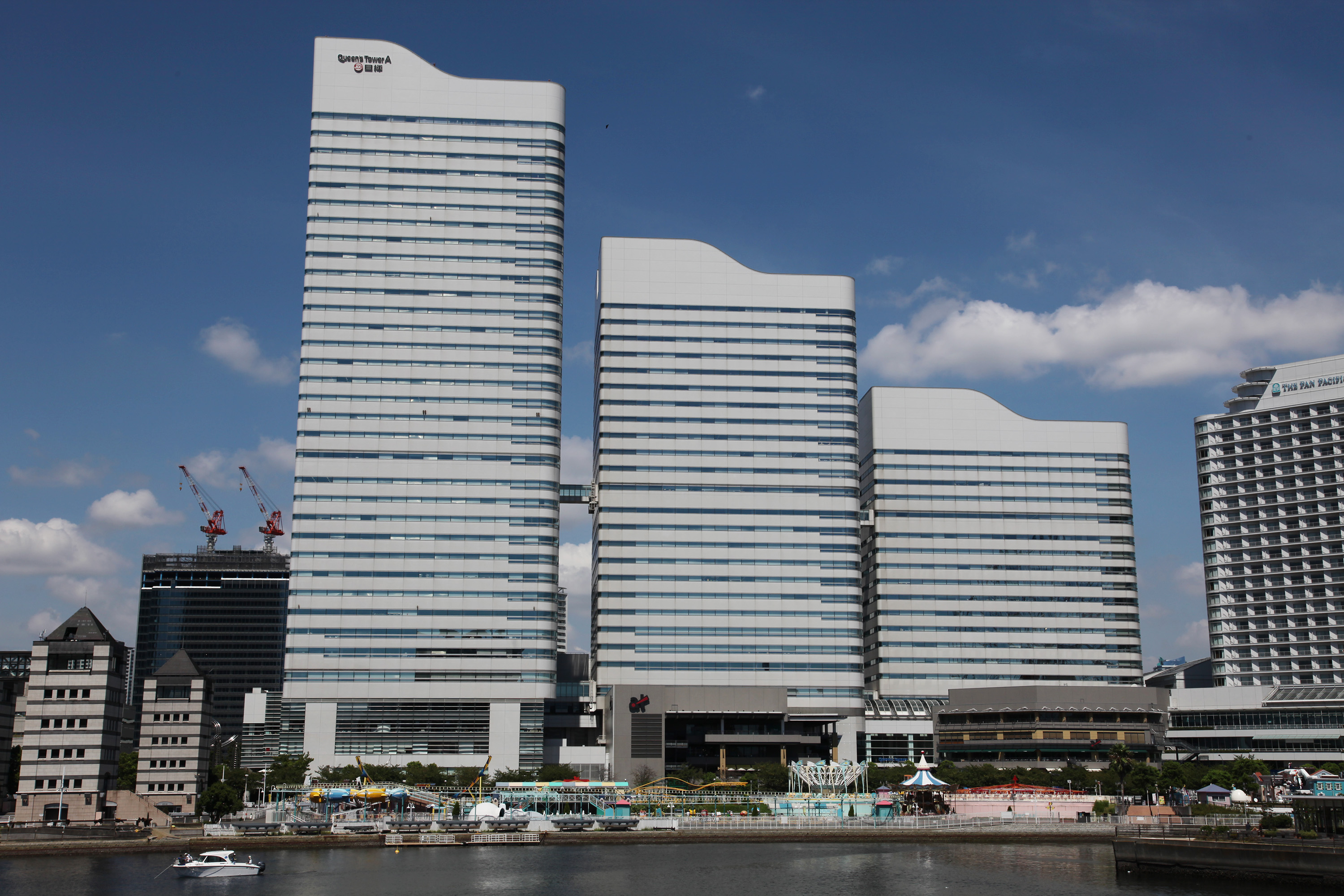
Queens Square, em Yokohama.

JGC Corporation (日揮株式会社 Nikki Kabushiki-gaisha?), antiga Japan Gasoline Co. (日本揮発油株式会社 Nihon kihatsuyu kabushiki gaisha?), é uma companhia industrial japonesa, sediada em Yokohama.

## História
A companhia foi estabelecida em 1928.